# Station Aino
Station  Aino  (相野駅,  Aino-eki) is een spoorwegstation in de stad Sanda in de Japanse prefectuur Hyōgo. Het wordt aangedaan door de Fukuchiyama-lijn (JR Takarazuka-lijn). Er zijn twee sporen, gelegen aan twee zijperrons.  

## Treindienst

### JR West
| 1 | ■ Fukuchiyama-lijn | richting Sasayamaguchi en Fukuchiyama |
| 2 | ■ Fukuchiyama-lijn | richting Sanda en Takarazuka          |

## Geschiedenis
Het station werd in 1899 geopend.

## Overig openbaar vervoer
Er zijn busverbindingen met de stations Sanda en Shin-Sanda, alsook met Kōbe

## Stationsomgeving
- Ziekenhuis van Aino
- Verkorte Universiteit Minatogawa

(JR Kioto-lijn<<) ·  Ōsaka ·  Tsukamoto ·  Amagasaki ·  Tsukaguchi ·  Inadera ·  Itami ·  Kita-Itami ·  Kawanishi-Ikeda ·  Nakayamadera ·  Takarazuka ·  Namaze ·  Nishinomiyanajio ·  Takedao ·  Dōjō ·  Sanda ·  Shin-Sanda ·  Hirono ·  Aino ·  Aimoto ·  Kusano ·  Furuichi ·  Minami-Yashiro ·  Sasayamaguchi ·  Tamba-Oyama ·  Shimotaki ·  Tanikawa ·  Kaibara ·  Isō ·  Kuroi ·  Ichijima ·  Tamba-Takeda ·  Fukuchiyama · (>>Sanin-lijn)